# Stumble and Fall
Stumble and Fall is een nummer van de Britse indierockband Razorlight uit 2004. Het is de derde single van hun debuutalbum Up All Night.
"Stumble and Fall" bereikte de 27e positie in thuisland het Verenigd Koninkrijk. Hiermee werd het de tweede Britse hit voor de band.

## Tracklijst
UK CD1
1. "Stumble and Fall"
2. "For Georgia" (bij de Hammersmith Working Mens Club)

UK CD2
1. "Stumble and Fall"
2. "Control"
3. "Rip It Up" (Toerag demo)

UK 7-inch single
A. "Stumble and Fall"
B. "We All Get Up"